# Type 11 (missile)
Le missile sol-air de type 11 ( 11式短距離地対空誘導弾) ou Tan-SAM Kai II est un missile sol-air développé par le Japon actuellement en service avec les Forces d'autodéfense japonaises.

## Développement
Le système a été développé par Toshiba comme une nouvelle amélioration du missile sol-air de type 81. Les travaux de développement sur Tan-SAM Kai II ont commencé en 2005 et les tests et la production ont commencé en 2011. En 2014 , le missile de type 11 a été officiellement dévoilé au public. Le Type 11 utilise des missiles similaires au Type 81. Bien que le Type 11 transporte ses missiles sous une forme conteneurisée. Les missiles sont montés en usine dans des conteneurs. Cela a amélioré la maintenabilité et la manipulation des missiles. Le missile a également amélioré ses performances et peut désormais engager de petits missiles air-sol et des missiles de croisière,.
Le guidage du missile se fait via un radar actif et le missile détonne à l'impact de la cible mais une fusée de proximité peut également être installé pour augmenter ses chances de réussites.

## Déploiement
Le système est actuellement déployé par les Forces d'autodéfenses Japonaises et les Forces aériennes d'autodéfense japonaise.
Le système de radar et de contrôle de tir AESA est transporté sur un camion Isuzu Type 73 6 × 6. Dans le service JGSDF, le lanceur de missiles à quatre tubes est également transporté sur un camion de type 73 séparé, tandis que dans le service JASDF, un Toyota Mega Cruiser 4 × 4 est utilisé à la place.